# ويل هايوارد
ويل هايوارد (بالإنجليزية: Will Heyward)‏ هو لاعب كرة قدم كندية أمريكي، ولد في 23 فبراير 1984 في سيغوين في الولايات المتحدة.